# Wawona Visitor Center
Pour les articles homonymes, voir Thomas Hill (homonymie).
Le Wawona Visitor Center est un office de tourisme américain à Wawona, dans le comté de Mariposa, en Californie. Protégé au sein du parc national de Yosemite, il est géré par le National Park Service.
Le bâtiment est construit en 1886 par le peintre Thomas Hill, qui s'en sert comme atelier jusqu'à sa mort en 1908, aussi est-il initialement connu comme le Thomas Hill Studio. C'est une propriété contributrice au district historique dit « The Wawona Hotel and Studio » depuis la création de ce dernier le 1er octobre 1975.